# Тисовський Степан Васильович

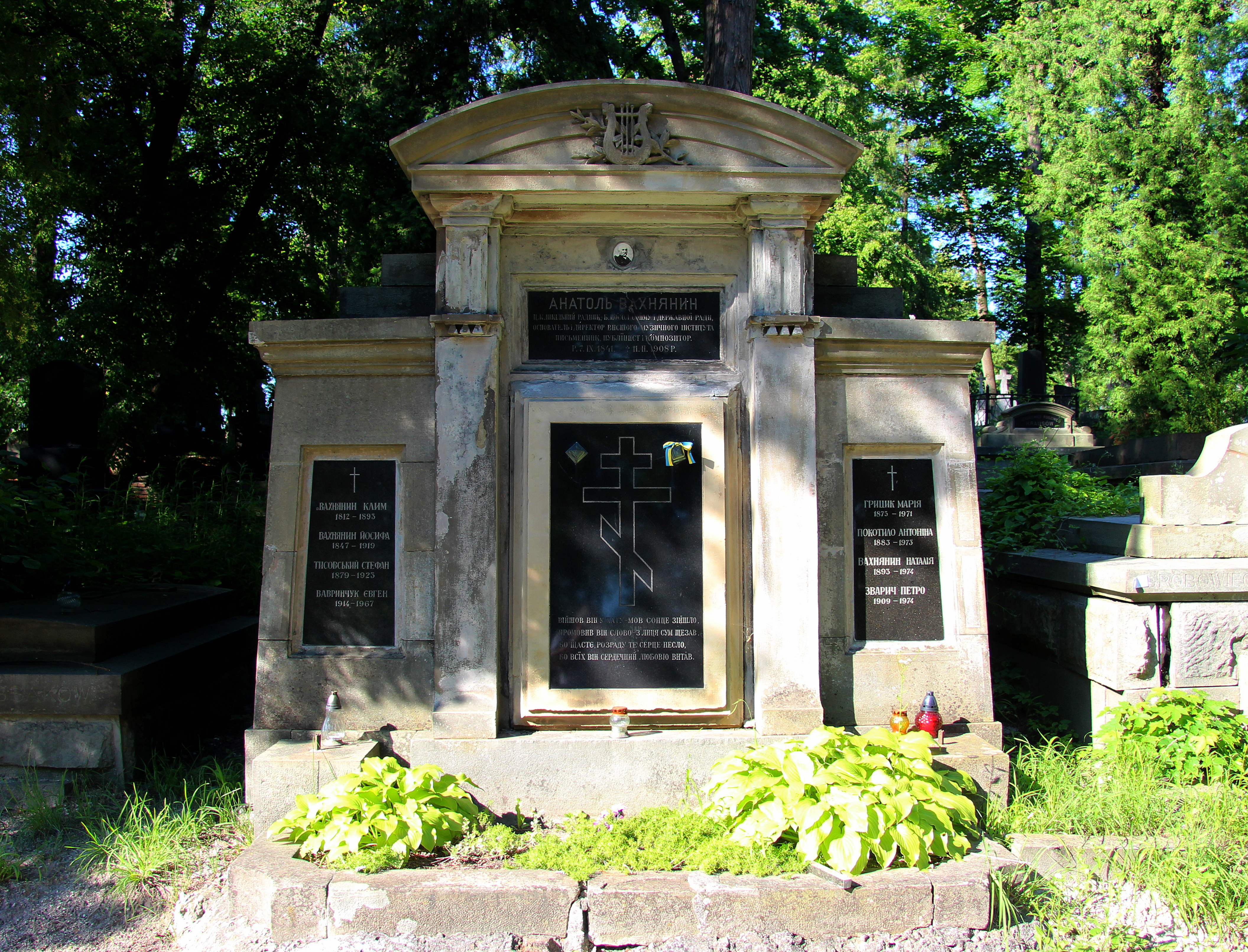

Тисо́вський Степа́н (1879, Львів — 15 вересня 1923, Львів) — український громадський діяч, член проводу «Пласту», редактор журналу «Молоде життя», військовий суддя австрійської армії. Старший брат Олександра Тисовського.

## Біографія
Народився 1879 року у Львові в родині Василя Тисовського та Матильди Балабан. Батько працював викладачем, згодом директором вчительської семінарії.
Степан Тисовський навчався в початковій школі. Середню освіту одержав в Академічній гімназії у Львові. Захоплювався грою на скрипці, спортом, шахами, мандрівками.
Навчався на правничому фактультеті Львівського університету, відбув однорічну військову службу і одержав ступінь підпоручника.
Працював австрійським військовим суддею. Під час Першої світової війни як майор-аудитор провадив військові польові суди. В останній рік війни був відкликаний з фронту та призначений на службу при Львівських гарнізонних тюрмах.
Після вимушеної відмови його брата Олександра Тисовського від керівництва «Пластом», Степан Тисовський очолив «Пласт». Водночас він став редактором журналу «Молоде життя».
Степан Тисовський є автором праці «Пластові Закони».
Помер 15 вересня 1923 року у Львові. Похований на Личаківському цвинтарі (поле 72).